# Гузун Ольга Юдівна
Ольга Юдівна Гузу́н (15 липня 1902, Новоархангельськ — 27 березня 1985, Київ) — український радянський мистецтвознавець; член Спілки радянських художників України з 1959 року.

## Біографія
Народилася 15 липня 1902 року в селі Новоархангельську (нині селище Голованівського району, Кіровоградської області України). Протягом 1926—1930 років навчалась в Одеському художньому інституті; 1931 року закінчила Київський художній інститут; 1941 року — аспірантуру при Київському художньому інституті. Учениця Данила Крайнєва, Максима Гронця, Костянтина Єлеви, Михайла Бойчука.
Протягом 1938—1941 та 1945—1958 років працювала вченим секретарем Київського музею російського мистецтва. Мешкала у Києві в будинку на вулиці Пушкінській, № 28, квартира № 29. Померла у Києві 27 березня 1985 року.

## Наукова діяльність
Працювала в галузях мистецтвознавства та художньої критики. Серед робіт:
- вступні статті і складання каталогів виставок:
  - «Микола Олександрович Ярошенко (1846–1898): Каталог виставки. До 50-річчя з дня смерті художника» (1948);
  - «Михаил Александрович Врубель: Каталог выставки» (1957);
- участь у складанні путівника по експозиції і каталогу «Киевский Государственный музей русского искусства: Каталог художественных произведений» (1955).